# عبدالرحمن صالح العلاوی
عبدالرحمن صالح العلاوی (عربی: عبد الرحمن صالح العلاوي؛ زادهٔ ۸ سپتامبر ۱۹۸۶) بازیکن فوتبال اهل عمان است.
از باشگاه‌هایی که در آن بازی کرده‌است می‌توان به باشگاه فوتبال الطلیعه عمان، باشگاه فوتبال صور، باشگاه السویق، و باشگاه ورزشی فنجاء اشاره کرد.
وی همچنین در تیم ملی فوتبال عمان بازی کرده‌است.